# Chantal Kelly
Pour les articles homonymes, voir Kelly.
 (novembre 2012).
Si vous disposez d'ouvrages ou d'articles de référence ou si vous connaissez des sites web de qualité traitant du thème abordé ici, merci de compléter l'article en donnant les références utiles à sa vérifiabilité et en les liant à la section « Notes et références ».
Chantal Kelly alias Chantal Bassignani, est une chanteuse française, née le 8 avril 1950 à Marseille.

## Biographie
Chantal Bassignani, désireuse de travailler dans le monde du spectacle, prend des leçons de chant avec la mère de Cris Carol, qui a alors envoyé les enregistrements de ses exercices vocaux à la maison de disques Philips.
Elle commence sa carrière en 1965 en enregistrant, sous le pseudonyme de Chantal Kelly, un premier super 45 tours chez Philips Caribou, Je sais bien, Ne perds pas ton temps, Je n'ai que quinze ans. Les chansons sont écrites et composées par Cris Carol sous la direction de Claude Bolling. Elle obtient alors un succès avec ses deux premiers titres. L'année suivante, elle enregistre un second 45 tours avec les titres Notre prof' d'anglais, Rien qu'une guitare, Le Château de sable, Je n'ai jamais vraiment pleuré, ce dernier écrit par Joe Dassin.
La même année elle enregistre à nouveau un troisième disque avec Toi mon magicien de Gérard Manset, Mon ami, mon chien et Arrête le temps de Jean-Jacques Debout. Quelques titres de la chanteuse marcheront également au Japon.
Par la suite Chantal participe à plusieurs tournées accompagnées par Michel Delpech, Jacques Dutronc et Johnny Hallyday. En parallèle, elle est approchée par la société Bella pour apparaître sur plusieurs publicités de ses poupées à succès. En 1968, elle sort deux 45 tours produits par Mouloudji, La chanson du coucou puis Fragola dans laquelle elle chante la Corse où elle réside. Après cinq disques et un album intégral, Chantal Kelly quitte le monde de la musique, déclarant qu'elle souhaitait écrire ses propres paroles et évoluer vers un style plus adapté à son âge et à l'époque.
Elle revient cependant à la chanson au début des années 1980 sous le nom de Chantal Bassi en sortant un album et un single dans une mouvance plus new wave, avant d'arrêter définitivement. Elle continua cependant d'écrire quelques chansons pour les autres ou des contes pour enfants.

## Discographie

### EPs sous le nom de Chantal Kelly
Philips
- 1966 : Caribou
- 1966 : Notre prof d'anglais
- 1966 : Interdit aux moins de 18 ans
- 1967 : La fille aux pieds nus
- 1967 : C'est toujours la même chanson

### Singles sous le nom de Chantal Kelly
Philips
- 1966 : Caribou / Ne perds pas ton temps
- 1966 : Le château de sable / Rien qu'une guitare
- 1966 : Notre prof d'anglais / Je n'ai jamais vraiment pleuré
- 1967 : C'est toujours la même chanson / J'écoute cet air-là

Disques Mouloudji
- 1968 : La chanson du coucou / Bioulou, Bioulou
- 1969 : Fragola / Le vieux pin

### Single sous le nom de Chantal Bassi
CBS
- 1981 : À peine inhumaine / Serviteur